# Camps del Clascar
Els Camps del Clascar és un grup de camps de conreu del terme municipal de Sant Quirze Safaja, a la comarca del Moianès, en territori del poble de Bertí.
Es tracta d'uns camps de conreu situats al nord del lloc on hi ha les restes de la masia del Clascar, a prop i a migdia de Sant Pere de Bertí i de Cal Magre i al sud-est de Ca l'Esmolet. Són al sud-oest dels Camps de Ca l'Esmolet, a l'esquerra del torrent de Bertí.
En la seva part meridional, proper a la masia del Clascar, hi ha la Font del Clascar.

## Etimologia
Es tracta d'un topònim romànic modern de caràcter descriptiu: expressa exactament el que signifiquen aquestes paraules de forma literal.